# Sabaton
Sabaton is een Zweedse powermetalband, opgericht in 1999. Kenmerkend voor de band zijn de liedteksten die bijna zonder uitzondering gaan over historische oorlogen, veldslagen en personages. De band bestaat sinds 2016 uit Joakim Brodén (zanger), Pär Sundström (basgitaar en achtergrondzang), Chris Rörland (gitarist en achtergrondzang), Thobbe Englund (gitarist en achtergrondzang) en Hannes van Dahl (drummer).
Op hun online kanaal Sabaton History Channel wordt de historische achtergrond van Sabaton-nummers uitgelegd in samenwerking met historici.

## Geschiedenis
Sabaton werd in december 1999 opgericht in de Zweedse plaats Falun. De naam 'Sabaton' verwijst naar de sabaton, een ijzeren voet die door Middeleeuwse ridders werd gedragen. Aanvankelijk was de band bekend als Aeon. In 2000 zou de naam in Sabaton veranderd worden. De band bestond aanvankelijk uit bassist Pär Sundström, gitaristen Rikard Sundén en Oskar Montelius en drummer Richard Larsson. Joakim Brodén was de toetsenist van de band, maar nam uiteindelijk ook de zang op zich. De eerste repetities van de band vonden plaats op een school in Falun.
In 2001, voordat de band haar eerste liveshow speelde, verliet drummer Richard Larsson de band. Hij werd vervangen door Daniel Mullback.
De band tekende een contract met het Italiaanse label Underground Symphony. Via deze weg werd de eerste Sabaton-ep Fist For Fight uit te brengen, die bedoeld was om toekomstige muziek van Sabaton een platform te geven.
In 2002 zou de band het album Metalizer uitbrengen, opnieuw via Underground Symphony. Na twee jaar wachten waarin het album niet van de grond kwam werd dit idee echter losgelaten. De band speelde in de tussentijd een aantal shows in Zweden.

### Primo Victoria&Attero Dominatus(2005–2008)
De band tekende een contract met de platenmaatschappij Black Lodge. Dit maakte het mogelijk om het album Primo Victoria op te nemen. Op dit album legde Sabaton zich voor het eerst volledig toe op historische nummers. Volgens bassist Pär Sundström was dit een bewuste artistieke keuze die tot stand kwam nadat zanger Joakim Brodén de film Saving Private Ryan had gezien.
In 2005 besloot de band een permanente toetsenist in de arm te nemen om zanger Joakim Brodén te ontlasten. Daniel Mÿhr werd aangetrokken als nieuw lid van Sabaton. In 2006 volgde een tournee met Edguy en DragonForce. De band slaagde er ook in om haar debuutalbum Metalizer alsnog wereldwijd uit te brengen.
In 2006 bracht de band haar volgende album uit. Attero Dominatus werd op 28 juli 2006 uitgebracht. Het historische personage dat met Primo Victoria was ingezet werd op Attero Dominatus verder uitgewerkt. Zo verschenen er nummers over het aan de macht komen van Adolf Hitler in 1933, de Bosnische genocide en de Falklandoorlog.

### The Art of War(2008–2010)
Sabaton maakte in 2008 bekend een nieuw album uit te brengen. The Art of War is gebaseerd op de militaire teksten van de invloedrijke Chinese schrijver Sun Tzu. Het album bevat citaten uit de werken van Sun Tzu en volgt qua indeling diens boekwerk, hoewel de tekstuele inhoud van de nummers veelal over de wereldoorlogen gaat (waar de tactieken van Tzu werden toegepast op het slagveld). Het album werd een groot succes en lanceerde Sabaton naar een nieuw hoogtepunt in haar carrière. Grote tours met bands als DragonForce en HammerFall volgden. Het nummer "Ghost Division" werd een fanfavoriet en is sindsdien bij vrijwel ieder Sabaton-concert het openingsnummer van de setlist.

### Coat of Arms(2010–2012)
Op 21 mei 2010 bracht Sabaton het album Coat of Arms uit. Dit album bevat voornamelijk nummers over de Tweede Wereldoorlog en werd een doorslaand succes. Een grote Europese tournee volgde. Voor het album werden ook meerdere muziekvideo's opgenomen. Het album kreeg in Polen een gouden onderscheiding.

### Carolus Rex& veranderende bezetting (2012–2014)
In 2012 bracht Sabaton het album Carolus Rex uit. Het album bestaat uit nummers die een deel van de Zweedse geschiedenis vertelden, waarbij de focus ligt op koning Karel XII van Zweden. Het album werd zowel in het Engels als in het Zweeds uitgebracht.
In hetzelfde jaar onderging Sabaton een ingrijpende bezettingswisseling. Op 31 maart van dat jaar bevestigde zanger Joakim Brodén dat vier van de zes leden van Sabaton hun eigen weg zouden gaan. Gitaristen Rikard Sundén en Oskar Montelius, drummer Daniel Mullback en toetsenist Daniel Mÿhr verlieten de band. Alleen Brodén en bassist Pär Sundström bleven achter. De oud-Sabaton leden gingen zelfstandig verder in een nieuwe band genaamd Civil War.
Sabaton rekruteerde nieuwe gitaristen in Chris Rörland en Thobbe Englund. De nieuwe drummer werd Robban Bäck. De band besloot geen nieuwe toetsenist aan te nemen. Brodén zou de toetsen tijdens opnames voor zijn rekening nemen. Live werd gebruik gemaakt van voorgeprogrammeerde geluiden. In 2012 speelde de band de - tot nu toe - grootste show uit haar carrière: op het Poolse Woodstock Festival speelde de band voor meer dan 100.000 fans.
In november 2012 vertrok Robban Bäck met vaderschapsverlof. Hij werd op tournee vervangen door Snowy Shaw, die op zijn beurt in november 2013 werd vervangen door Hannes van Dahl, die daarvoor de drumtechnicus van Shaw was geweest. Bäck keerde niet terug naar de band en werd definitief vervangen door Van Dahl.

### Heroes(2014–2016)
In januari 2014 maakte de band bekend dat het een nieuw album aan het opnemen was. Dit album, Heroes, kwam in mei 2014 uit. Het album was de eerste uitgave waarop Rörland, Englund en Van Dahl te horen waren. Het album brak in Zweden door en eindigde op nummer 1 in de bestseller-lijst. Een grote wereldtournee volgde, waarbij Sabaton voor het eerst in Japan speelde. 
In december 2015 werden meerdere nummers van de band toegevoegd aan de populaire strategiespel Europa Universalis IV van Paradox. De band besloot dit experiment te herhalen door op 6 juni 2016, de 72e herinneringsdag van D-day, nummers over de Tweede Wereldoorlog beschikbaar te stellen voor het spel Hearts of Iron IV, ook gemaakt door Paradox.

### The Last Stand& een nieuwe gitarist (2016–2019)
In 2016 bracht Sabaton het album The Last Stand uit. In april werd het album aangekondigd, om op 19 augustus 2016 daadwerkelijk beschikbaar te komen. Net als vorige albums richt ook The Last Stand zich op militaire geschiedenis, heroïsche acties en historische figuren. De uitgave van het album markeerde de laatste samenwerking met gitarist Thobbe Englund. Op 25 juli 2016 maakte de band bekend dat Englund de formatie zou gaan verlaten om zich op zijn solocarrière te richtten. Englund werd vervangen door Tommy Johansson, de gitarist en zanger van Majestica. Johansson maakte zijn debuut bij Sabaton op het Sabaton Open Air festival.
In 2017 tourde de band intensief. Tijdens een concert in Praag werd de band vergezeld door een filharmonisch orkest dat stukken toevoegde aan Sabaton-nummers. In 2018 maakte de band bekend minder te gaan toeren. Op die manier moest meer tijd ontstaan voor het schrijven van een volgend album. In december 2018 verklaarde de band dat ze in de studio aan het werk was om nieuwe muziek op te nemen.

### The Great War(2019–2022)
Op 8 januari 2019 maakte Sabaton bekend dat het een speciaal Youtube-kanaal op zou richtten: Sabaton History Channel. Dit kanaal zou worden gebruikt om de historische input achter veel Sabaton-nummers te promoten. In april 2019 volgde de single Bismarck, een samenwerking met Wargaming voor hun game World of Warships.
In april 2019 bracht Sabaton het nieuws naar buiten dat hun volgende cd een conceptalbum over de Eerste Wereldoorlog zou zijn. Op 19 juli 2019 kwam het album The Great War uit. Dit was het eerste album met Tommy Johansson op gitaar en achtergrondzang. Het nummer "Fields of Verdun" was mede geschreven door oud-gitarist Thobbe Englund. Een intensieve wereldtournee volgde, waarbij de band meer dan 100 shows speelde en samenwerkte met Apocalyptica voor een symphonische versie van het nummer "Angels Calling". 
In 2019 speelde de band een speciale show op Wacken Open Air waarbij oud-leden terugkeerden. Gitarist Thobbe Englund speelde tijdens de eerste helft van de show twee nummers mee. Tijdens de tweede helft van de show werd een tweede podium in gebruik genomen, waarop oud-leden Rikard Sundén, Daniel Mhÿr en Daniel Mullback 
Op 26 februari 2021 bracht de band de single Livgardet uit, een ode aan de Zweedse militaire garde. De single werd uitgebracht voor de viering van het 500-jarige bestaan van de Zweedse koninklijke garde. Een samenwerking tussen Sabaton en het Zweedse leger ging echter niet door na een bevel van het Zweedse oppercommando, omdat Sabaton in 2015 op de door Rusland bezette Krim had gespeeld. In mei 2021 volgde de single Defense of Moscow, een samenwerking met de Russische artiest Radio Tapok.
Op 25 augustus 2021 volgde een derde single: Steel Commanders. Dit nummer was geschreven voor de videogame World of Tanks en werd door de website Loudwire uitgeroepen als een van de beste metalnummers van 2021.

### The War to End All Wars& nieuwe bezettingswissel (2022–2024)
In augustus 2021 maakte de band via morsecode bekend dat een nieuw album in de maak was. Dit album, The War To End All Wars, zette het conceptidee van The Great War voort. Sabaton verklaarde dat er nog zo veel interessant materiaal over de Eerste Wereldoorlog te schrijven was dat men voor een tweede album had gekozen. Het album werd op 4 maart 2022 uitgebracht.
In september 2022 bracht Sabaton de ep Weapons of the Modern Age uit waarop nummers van The Great War en The War to End All Wars te horen waren die te maken hadden met nieuwe wapens, zoals tanks en vliegtuigen. Ter gelegenheid van de ep werd ook een nieuw nummer, "Father", uitgebracht over de Duitse gifgaswetenschapper Fritz Haber. In januari 2023 volgde een tweede ep met de titel Heroes of the Great War. Ook voor deze ep werd een nieuw nummer, "The First Soldier", uitgebracht.
In april 2023 bracht de band een cover uit van het Motörhead-nummer "1916". In hetzelfde jaar bracht de band een educatieve animatiefilm uit met de titel The War to End All Wars - The Movie, die in ruim 120 militaire musea wereldwijd werd vertoond.
In januari 2024 maakte de band bekend dat gitarist Tommy Johansson de band zou gaan verlaten. Enkele weken later, op 9 februari 2024, maakte Sabaton bekend dat Thobbe Englund zou terugkeren naar de band. In 2024 ging de band opnieuw op tournee, waarbij onder andere shows werden aangekondigd in de Verenigde Staten en Europa.

### Huidige bezetting
Sabaton bestaat uit:
- Pär Sundström – basgitaar en achtergrondzang (1999–heden)
- Joakim Brodén – zang, keyboard (1999–heden)
- Hannes van Dahl – slaginstrumenten (2014–heden)
- Chris Rörland – gitaar en achtergrondzang (2012–heden)
- Thobbe Englund – gitaar en achtergrondzang (2012–2016, 2024–heden)

### Voormalige leden
- Richard Larsson – drums (1999–2001)
- Rikard Sundén – gitaar, achtergrondzang (1999–2011)
- Oskar Montelius – gitaar, achtergrondzang (1999–2011)
- Daniel Mullback – drums, achtergrondzang (2001–2011)
- Daniel Mÿhr – toetsinstrumenten, achtergrondzang (2005–2011)
- Robban Bäck – drums (2012)
- Tommy Johansson - gitaar, achtergrondzang (2016–2024)

### Tijdlijn
- Carolus Rex (2012) werd opgenomen met voormalige leden en verscheen na de opsplitsing van de band.

## Discografie

### Albums
| Album met eventuele hitnotering(en) in de Nederlandse Album Top 100 | Datum van verschijnen | Datum van binnenkomst | Hoogste positie | Aantal weken | Opmerkingen |
| ------------------------------------------------------------------- | --------------------- | --------------------- | --------------- | ------------ | ----------- |
| Fist for Fight                                                      | 1999                  | -                     | -               | -            | Demo        |
| Fist for Fight                                                      | 2000                  | -                     | -               | -            |             |
| Panzer Battalion                                                    | 2004                  | -                     | -               | -            | Promotie cd |
| Primo Victoria                                                      | 04-03-2005            | -                     | -               | -            |             |
| Attero dominatus                                                    | 28-07-2006            | -                     | -               | -            |             |
| Metalizer                                                           | 16-03-2007            | -                     | -               | -            |             |
| The Art of War                                                      | 30-05-2008            | -                     | -               | -            |             |
| Coat of Arms                                                        | 21-05-2010            | -                     | -               | -            |             |
| World War Live - Battle of the Baltic Sea                           | 19-08-2011            | -                     | -               | -            | Livealbum   |
| Carolus Rex                                                         | 25-05-2012            | 02-06-2012            | 90              | 1            |             |
| Heroes                                                              | 16-05-2014            | 24-05-2014            | 37              | 1            |             |
| The Last Stand                                                      | 19-08-2016            | 27-08-2016            | 11              | 2            |             |
| The Great War                                                       | 19-07-2019            | 27-07-2019            | 13              | 2            |             |
| The War To End All Wars                                             | 04-03-2022            | -                     | -               | -            |             |

| Album met hitnotering(en) in de Vlaamse Ultratop 200 albums | Datum van verschijnen | Datum van binnenkomst | Hoogste positie | Aantal weken | Opmerkingen |
| ----------------------------------------------------------- | --------------------- | --------------------- | --------------- | ------------ | ----------- |
| Carolus Rex                                                 | 25-05-2012            | 09-06-2012            | 67              | 2            |             |
| The Great War                                               | 19-07-2019            | 27-07-2019            |                 |              |             |

### Singles
| Single met eventuele hitnotering(en) in de Nederlandse Top 40 | Datum van verschijnen | Datum van binnenkomst | Hoogste positie | Aantal weken | Opmerkingen |
| ------------------------------------------------------------- | --------------------- | --------------------- | --------------- | ------------ | ----------- |
| Screaming Eagles                                              | 25-05-2011            | -                     | -               | -            |             |
| Bismarck                                                      | 22-04-2019            | -                     | -               | -            |             |
| Livgardet                                                     | 26-02-2021            | -                     | -               | -            |             |
| The Royal Guard                                               | 09-04-2021            | -                     | -               | -            |             |
| Defence Of Moscow                                             | 07-05-2021            | -                     | -               | -            |             |
| Kingdom Come                                                  | 16-07-2021            | -                     | -               | -            |             |
| Christmas Truce                                               | 19-10-2021            | -                     | -               | -            |             |

### Dvd's
| Dvd's met hitnoteringen in de Nederlandse Music Top 30 | Datum van verschijnen | Datum van binnenkomst | Hoogste positie | Aantal weken | Opmerkingen |
| ------------------------------------------------------ | --------------------- | --------------------- | --------------- | ------------ | ----------- |
| Heroes on Tour                                         | 2016                  | 12-03-2016            | 7               | 2            |             |

## Trivia
Drummer Hannes van Dahl is getrouwd met de Nederlandse zangeres Floor Jansen (zangeres van Nightwish). Samen met haar heeft hij twee dochters, geboren in 2017 en 2023.